# ルートヴィヒ・カール・グスタフ・ツー・ホーエンローエ＝ランゲンブルク

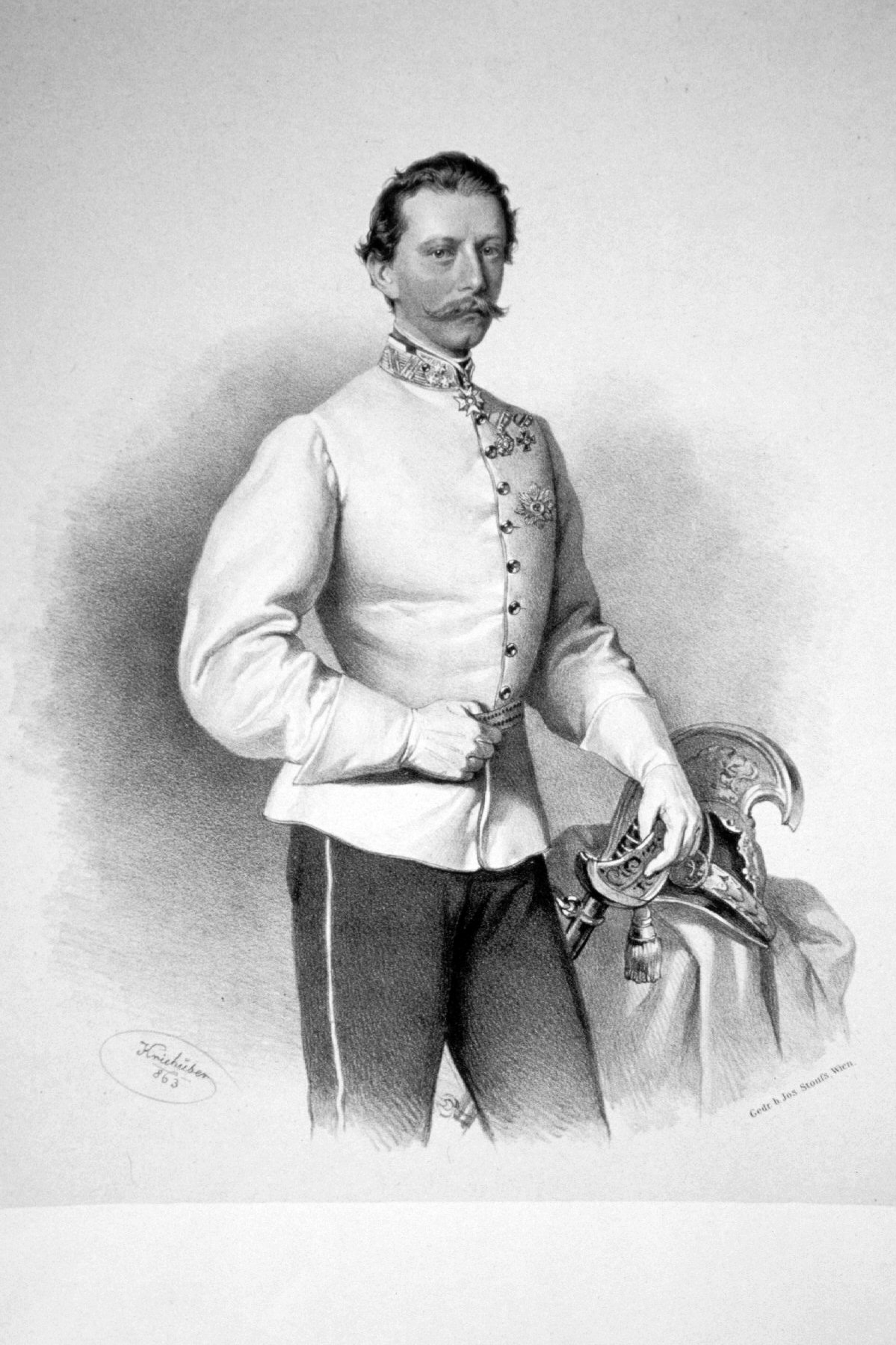
ホーエンローエ＝ランゲンブルク侯子ルートヴィヒ、ヨーゼフ・クリーフーバーによるリトグラフ、1863年

ルートヴィヒ・カール・グスタフ・ツー・ホーエンローエ＝ランゲンブルク（Ludwig Karl Gustav Prinz zu Hohenlohe-Langenburg, 1823年1月11日 グラーツ - 1866年7月26日 ケーニヒグレーツ）は、オーストリア帝国の軍人。陸軍大佐。
ホーエンローエ＝ランゲンブルク侯子カール・グスタフ・ヴィルヘルム（1777年 - 1866年）とその妻の伯爵令嬢フリーデリケ・ラディスラヴァ・ツー・フュルステンベルク（1781年 - 1858年）の間の長男として生まれた。ホーエンローエ＝ランゲンブルク侯家のオーストリア系・カトリック系分家に属し、本家の当主エルンスト1世侯とは又従兄弟の間柄であった。1866年7月26日、普墺戦争でオーストリアが決定的な敗北を喫したケーニヒグレーツの戦いで戦死した。
独身時代に平民女性マリアンネ・ザイフェルト（Marianne Seifert）と関係を持ち、間に娘を1人もうけている。1857年9月20日、プラハで伯爵令嬢ガブリエーレ・フォン・ウント・ツー・トラウトマンスドルフ＝ヴァインスベルク（1840年 - 1923年）と結婚した。妻はローテンハウス城（現チェコ領ウースチー州イルコフ郊外チェルヴェニー・フラーデク）と付属所領の相続者で、この城は夫妻の長男に引き継がれた。
妻との間に6人の子があった。彼の孫のうち2人が著名である。
- マリー（1858年 - 1939年） - 1884年、パウル・フォン・アルメイダ伯爵と結婚
- ゴットフリート（1860年 - 1933年） - 1890年、伯爵令嬢アンナ・フォン・シェーンボルン＝ブーフハイムと結婚
  - マックス・エゴン（1897年 - 1968年）  - 英独高官とのコネを利用した外交交渉で、ズデーテン危機での戦争回避に尽力
- マックス（1861年 - 1935年） - 1891年、伯爵令嬢カロリーネ・ツー・ザイン＝ヴィトゲンシュタイン＝ベルレブルクと結婚
  - マックス・カール（1901年 - 1943年） - 反ナチ運動家、刑死
- ガブリエーレ（1862年 - 1948年） - 1883年、アウエルスペルク侯子エンゲルベルト・フェルディナントと結婚
- アーデルハイト（1864年 - 1937年） - 1885年、カール・ホテク・フォン・ホトコウ伯爵[1]と結婚
- カール（1866年 - 1914年）